# Condition des soies (Lyon)
La condition des soies est un édifice situé 7 rue Saint-Polycarpe dans le 1er arrondissement de Lyon (sur les pentes de la Croix-Rousse). Il a été construit entre 1804 et 1814, en partie sur l'ancien jardin des Capucins (voir rue des Capucins) afin d'abriter la condition des soies de Lyon.
L'édifice fait l’objet d’une inscription au titre des monuments historiques depuis le 20 février 1980. Il a été reconverti en 1982 et accueille la bibliothèque municipale du 1er arrondissement, l'association des anciens combattants et le Centre Social Quartier Vitalité.
Quartier Vitalité est une association (gouvernance par des bénévoles) de proximité avec le label CAF " Centre Social " sur le 1er arrondissement de Lyon. " Notre projet social est élaboré avec, et au service des habitants, il privilégie les dimensions familiales et inter-générationnelles. " (extrait de la Charte fédérale des Centres Sociaux).

## Histoire
La première condition des soies à Lyon est d'origine privée et fondée par Jean-Louis Rast-Maupas en 1779. Sa gestion lui est retirée en 1805 pour être confiée à la Chambre de commerce de Lyon. L'établissement est à l'origine établi place Saint-Pierre, puis il est transféré dans son bâtiment définitif en 1814.
Sous l'impulsion de Napoléon Ier et des dirigeants de la Fabrique, la ville confie la construction de ce bâtiment en 1804 à l'architecte lyonnais Joseph-Jean-Pascal Gay (1775-1832) (à qui Lyon doit également la Halle au Blé et le musée Saint-Pierre). Le bâtiment est surélevé d'un étage en 1856, et subit des réaménagement lourds en 1884 et 1895.
Sortant de la tourmente révolutionnaire en difficulté, la « Fabrique » lyonnaise en plein essor entreprend à cette époque de nombreuses actions pour se redresser et retrouver la position dominante en Europe qu'elle avait avant la Révolution française. La mise à disposition d'un équipement public de mesure objectif des soies va dans le sens d'une amélioration du commerce. Il est simultané de la constitution de la chambre de commerce en 1802, du premier tribunal des prud'hommes en 1806 (alors entièrement destiné à résoudre les conflits dans la Fabrique) ou d'une école de dessin.
La recherche d'un meilleur approvisionnement en fil de soie pousse la chambre de commerce à créer en 1885 le « laboratoire d'études de la soie ». Le but est de mieux connaître le bombyx du mûrier pour garantir un fil de la meilleure qualité. Le laboratoire étudie donc la vie de l'animal et les caractéristiques de sa soie. Les études sur la matière elle-même servent pour la mécanisation du moulinage et du tissage. Ce laboratoire élargit également son champ d'études à toutes les espèces séricigènes, constituant une importante collection d'animaux. Le laboratoire est à ces débuts à Montplaisir, puis rapidement installé au second étage de l'immeuble de la Condition des soies. Ses deux premiers directeurs sont Jules Dusuzeau (1885 - 1897) et Daniel Levrat (1897 - 1940).

## Fonctionnement de la condition des soies

Vue de l'intérieur du laboratoire de la Condition des soies de Lyon.

La soie est un produit dont la teneur en eau peut notablement varier en fonction des conditions ambiante et de conservation, jusqu'à une différence de 40 % de son poids total. Vu la valeur élevée du produit, la variation de son poids en eau entraîne une modification importante de sa valeur. Pour garantir le caractère juste et équitable des échanges entre les acteurs de l'industrie soyeuse, il est nécessaire de procéder à une mesure de son taux d'humidité pour être certain du poids à sec d'un lot donné. Cette opération est confiée à un organisme public : la condition des soies.

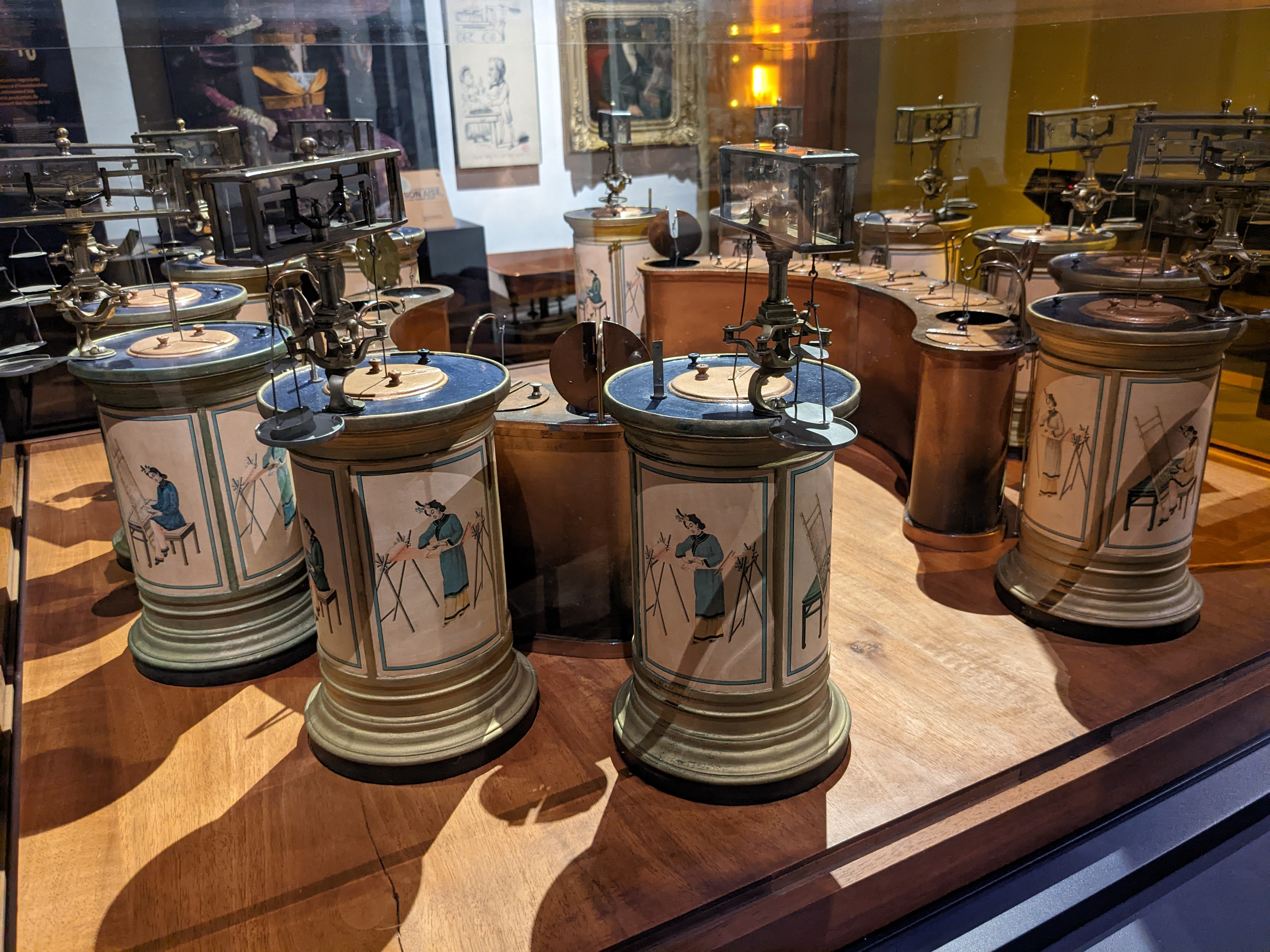
Maquette d'étuves Talabot.

La méthode utilisée pour la mesure est la dessiccation du produit. Elle est améliorée par l'ingénieur Léon Talabot en 1842 qui s'occupe alors d'un chantier de ventilation au Grand-théâtre de Lyon.

### Ouvrages utilisés
- Joël Clary, Les ailes de la soie, Lyon & Milan, Musée des confluences & Silvana ed,, 2009, 159 p. (ISBN 978-88-366-1464-6, BNF 42137269)

1. 1 2 3  Clary 2009, p. 33.
2. ↑  Clary 2009, p. 37.
3. ↑  Clary 2009, p. 34.